# Список индейских резерваций в США

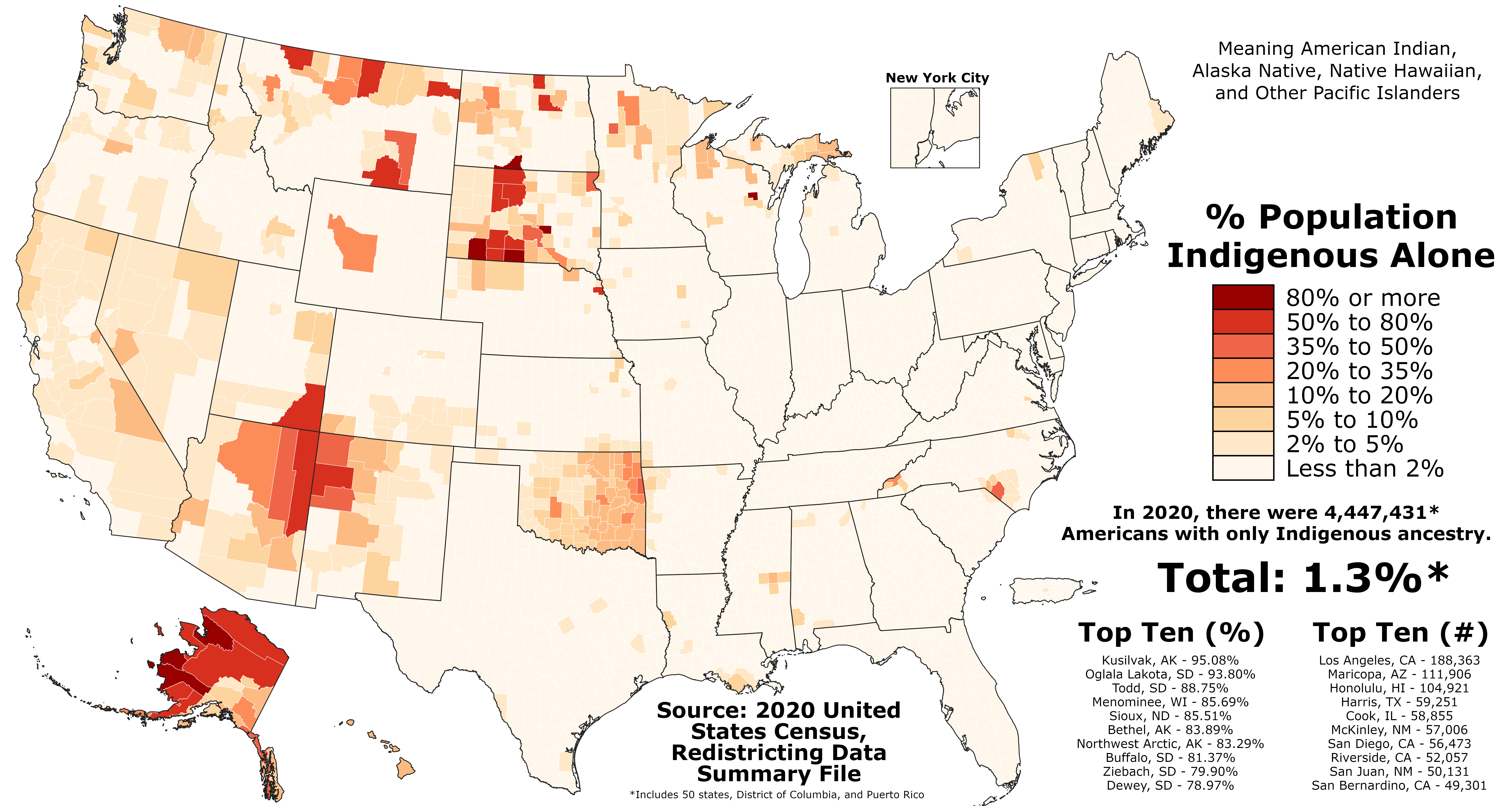
Доля коренных американцев в каждом штате по данным переписи 2020 года

Это — список индейских резерваций и других племенных родин в Соединенных Штатах.

## Резервации
Большая часть племенной земельной базы в Соединенных Штатах была выделена Федеральным правительством в качестве индейских резерваций. В Калифорнии приблизительно половина резерваций называется ранчериями. В Нью-Мексико большинство резерваций называются пуэбло. В некоторых западных штатах, особенно в Неваде, есть индейские области, называющиеся индейскими колониями.

### A
| Содержание: Начало — 0–9 А Б В Г Д Е Ё Ж З И К Л М Н О П Р С Т У Ф Х Ц Ч Ш Щ Э Ю Я |

- Агуа-Кальенте (англ. Agua Caliente Indian Reservation)
- Айова (индейская резервация) (англ. Iowa Indian Reservation and Off-Reservation Trust Land)
- Акома (индейская резервация) (англ. Acoma Pueblo and Off-Reservation Trust Land)
- Ак-Чин (англ. Ak-Chin Indian Community)
- Алабама-Коушатта (англ. Alabama-Coushatta Reservation)
- Аллегейни (индейская резервация) (англ. Allegany Indian Reservation)
- Альтурас (ранчерия) (англ. Alturas Rancheria)
- Аннет-Айленд (англ. Annette Island Reserve)
- Аппер-Лейк (ранчерия) (англ. Upper Lake Rancheria)
- Аппер-Су (англ. Upper Sioux Indian Reservation)
- Аппер-Скаджит (англ. Upper Skagit Indian Reservation)

### Б
| Содержание: Начало — 0–9 А Б В Г Д Е Ё Ж З И К Л М Н О П Р С Т У Ф Х Ц Ч Ш Щ Э Ю Я |

- Бэд-Ривер (индейская резервация) (англ. Bad River Indian Reservation)
- Барона (англ. Barona Indian Reservation)
- Баттл-Маунтин (англ. Battle Mountain Indian Reservation)
- Бей-Милс (англ. Bay Mills Indian Reservation and Off-Reservation Trust Land)
- Бентон (индейская резервация) (англ. Benton Paiute Indian Reservation)
- Берри-Крик (англ. Berry Creek Rancheria and Off-Reservation Trust Land)
- Биг-Бенд (ранчерия) (англ. Big Bend Rancheria)
- Биг-Сайпресс (индейская резервация) (англ. Big Cypress Indian Reservation)
- Биг-Санди[англ.] (англ. Big Sandy Rancheria)
- Биг-Лагун (англ. Big Lagoon Rancheria)
- Биг-Пайн (англ. Big Pine Reservation)
- Биг-Валли[англ.] (англ. Big Valley Rancheria)
- Бишоп (индейская резервация) (англ. Bishop Indian Reservation)
- Блэкфит (индейская резервация) и трастовые земли вне резервации (англ. Blackfeet Indian Reservation and Off-Reservation Trust Land)
- Блу-Лейк (ранчерия) (англ. Blue Lake Rancheria)
- Бойс-Форте (англ. Bois Forte Indian Reservation)
- Бриджпорт (индейская резервация) (англ. Bridgeport Indian Reservation)
- Брайтон (индейская резервация) (англ. Brighton Indian Reservation)
- Бернс (англ. Burns Paiute Colony and Off-Reservation Trust Land)

### В
| Содержание: Начало — 0–9 А Б В Г Д Е Ё Ж З И К Л М Н О П Р С Т У Ф Х Ц Ч Ш Щ Э Ю Я |

- Вампаноаг-Аквинна (англ. Wampanoag-Aquinnah Trust Land)
- Вьехас (индейская резервация) (англ. Viejas Indian Reservation)
- Вудфордс-Коммьюнити (англ. Woodfords Community)

### Г
| Содержание: Начало — 0–9 А Б В Г Д Е Ё Ж З И К Л М Н О П Р С Т У Ф Х Ц Ч Ш Щ Э Ю Я |

- Гошут (англ. Goshute Indian Reservation)
- Гранд-Портидж (англ. Grand Portage Indian Reservation and Off-Reservation Trust Land)
- Гранд-Ронд (индейская резервация) (англ. Grand Ronde Community and Off-Reservation Trust Land)
- Гранд-Траверс (индейская резервация) (англ. Grand Traverse Indian Reservation and Off-Reservation Trust Land)
- Гринвилл (ранчерия) (англ. Greenville Rancheria)
- Гриндстон (англ. Grindstone Rancheria)
- Гуидивилл (англ. Guidiville Rancheria and Off-Reservation Trust Land)

### Д
| Содержание: Начало — 0–9 А Б В Г Д Е Ё Ж З И К Л М Н О П Р С Т У Ф Х Ц Ч Ш Щ Э Ю Я |

- Дресслервилл (англ. Dresslerville Colony)
- Драй-Крик (ранчерия) (англ. Dry Creek Rancheria)
- Дак-Валли (англ. Duck Valley Indian Reservation)
- Дакуотер (англ. Duckwater Indian Reservation)
- Джексон (ранчерия) (англ. Jackson Rancheria)
- Джеймстаун-С’Клаллам (англ. Jamestown S'Klallam Indian Reservation and Off-Reservation Trust Land)
- Джена-Бэнд (англ. Jena Band of Choctaw Reservation)

### З
| Содержание: Начало — 0–9 А Б В Г Д Е Ё Ж З И К Л М Н О П Р С Т У Ф Х Ц Ч Ш Щ Э Ю Я |

- Зиа-Пуэбло (англ. Zia Pueblo and Off-Reservation Trust Land)
- Зуни (индейская резервация) (англ. Zuni Indian Reservation and Off-Reservation Trust Land)

### И
| Содержание: Начало — 0–9 А Б В Г Д Е Ё Ж З И К Л М Н О П Р С Т У Ф Х Ц Ч Ш Щ Э Ю Я |

- Или (индейская резервация) (англ. Ely Indian Reservation)
- Истерн-Чероки (англ. Eastern Cherokee Indian Reservation)
- Иммокали (индейская резервация) (англ. Immokalee Indian Reservation)
- Инаха-энд-Космит (англ. Inaja and Cosmit Indian Reservation)
- Индиан-Тауншип (англ. Indian Township Reservation)
- Изабелла (индейская резервация) (англ. Isabella Indian Reservation and Off-Reservation Trust Land)
- Ислетай-Пуэблос (англ. Isletai Pueblos)
- Ислета-дель-Сур-Пуэбло (англ. Ysleta Del Sur Pueblo and Off-Reservation Trust Land)
- Икс-Эл-Ранч (англ. XL Ranch)
- Йерингтон (англ. Yerington Colony)
- Йомба (англ. Yomba Indian Reservation)

### К
| Содержание: Начало — 0–9 А Б В Г Д Е Ё Ж З И К Л М Н О П Р С Т У Ф Х Ц Ч Ш Щ Э Ю Я |

- Кабазон (англ. Cabazon Indian Reservation)
- Кауилья (индейская резервация) (англ. Cahuilla Indian Reservation)
- Каулиц (индейская резервация) (англ. Cowlitz Reservation)
- Кэмпбелл-Ранч (англ. Campbell Ranch)
- Кампо (индейская резервация) (англ. Campo Indian Reservation)
- Капитан-Гранде (англ. Capitan Grande Indian Reservation)
- Карсон (индейская колония) (англ. Carson Colony)
- Катоба (индейская резервация) (англ. Catawba Indian Reservation)
- Каттарогас (индейская резервация) (англ. Cattaraugus Indian Reservation)
- Кочити (англ. Cochiti Pueblo)
- Коконат-Крик (англ. Coconut Creek Indian Reservation)
- Кокопа (индейская резервация) (англ. Cocopah Indian Reservation)
- Кёр-д’Ален (индейская резервация) (англ. Coeur d'Alene Indian Reservation)
- Колд-Спрингс (англ. Cold Springs Rancheria)
- Колорадо-Ривер (англ. Colorado River Indian Reservation)
- Колуса (индейская резервация) (англ. Colusa Indian Community)
- Колвилл (индейская резервация) (англ. Colville Indian Reservation and Off-Reservation Trust Land)
- Кус—Лоуэр-Ампква—Сайусло (англ. Coos, Lower Umpqua, and Siuslaw Indian Reservation and Off-Reservation Trust Land)
- Кокилл (индейская резервация) (англ. Coquille Indian Reservation and Off-Reservation Trust Land)
- Кортина (ранчерия) (англ. Cortina Indian Rancheria)
- Коушатта (индейская резервация) (англ. Coushatta Indian Reservation)
- Кау-Крик (индейская резервация) (англ. Cow Creek Indian Reservation)
- Койот-Валли (англ. Coyote Valley Indian Reservation)
- Кроу (индейская резервация) (англ. Crow Indian Reservation and Off-Reservation Trust Land)
- Кроу-Крик (англ. Crow Creek Indian Reservation)
- Куйапайпе (англ. Cuyapaipe Indian Reservation)
- Кайбаб (индейская резервация) (англ. Kaibab Indian Reservation)
- Калиспел (индейская резервация) (англ. Kalispel Indian Reservation)
- Карук (индейская резервация) (англ. Karuk Indian Reservation and Off-Reservation Trust Land)
- Кикапу (индейская резервация, Канзас) (англ. Kickapoo Indian Reservation, KS)
- Кикапу (индейская резервация, Техас) (англ. Kickapoo Indian Reservation and Off-Reservation Trust Land, TX)
- Кламат (индейская резервация) (англ. Klamath Indian Reservation)
- Кутеней (индейская резервация) (англ. Kootenai Indian Reservation)
- Кварц-Валли (англ. Quartz Valley Indian Reservation)
- Куилеут (индейская резервация) (англ. Quileute Indian Reservation)
- Куинолт (индейская резервация) (англ. Quinault Indian Reservation)

### Л
| Содержание: Начало — 0–9 А Б В Г Д Е Ё Ж З И К Л М Н О П Р С Т У Ф Х Ц Ч Ш Щ Э Ю Я |

- Лак-Курт-Орей (англ. Lac Courte Oreilles Indian Reservation and Off-Reservation Trust Land)
- Лак-дю-Фламбо (индейская резервация) (англ. Lac du Flambeau Indian Reservation)
- Лак-Вьё-Дезерт (англ. Lac Vieux Desert Indian Reservation)
- Лагуна-Пуэбло (англ. Laguna Pueblo and Off-Reservation Trust Land)
- Ла-Хойя (индейская резервация) (англ. La Jolla Indian Reservation)
- Лейк-Траверс (англ. Lake Traverse Indian Reservation)
- Л’Анс (индейская резервация) (англ. L'Anse Indian Reservation and Off-Reservation Trust Land)
- Ла-Поста (англ. La Posta Indian Reservation)
- Лас-Вегас (индейская колония) (англ. Las Vegas Colony)
- Лайтонвилл (ранчерия) (англ. Laytonville Rancheria)
- Лич-Лейк (индейская резервация) (англ. Leech Lake Indian Reservation and Off-Reservation Trust Land)
- Лайкли (ранчерия) (англ. Likely Rancheria)
- Литл-Ривер (индейская резервация) (англ. Little River Indian Reservation)
- Литл-Траверс-Бей (англ. Little Traverse Bay Indian Reservation)
- Литтон (ранчерия) (англ. Lytton Rancheria)
- Лон-Пайн (англ. Lone Pine Indian Reservation)
- Лукаут (ранчерия) (англ. Lookout Rancheria)
- Лос-Койотес (англ. Los Coyotes Indian Reservation)
- Лавлок (англ. Lovelock Colony)
- Лоуэр-Брул (англ. Lower Brule Indian Reservation and Off-Reservation Trust Land)
- Лоуэр-Элва (англ. Lower Elwha Indian Reservation and Off-Reservation Trust Land)
- Лоуэр-Су (англ. Lower Sioux Indian Reservation)
- Ламми (индейская резервация) (англ. Lummi Indian Reservation)

### М
| Содержание: Начало — 0–9 А Б В Г Д Е Ё Ж З И К Л М Н О П Р С Т У Ф Х Ц Ч Ш Щ Э Ю Я |

- Мака (индейская резервация) (англ. Makah Indian Reservation)
- Манчестер-Пойнт (англ. Manchester-Point Arena Rancheria)
- Мансанита (индейская резервация) (англ. Manzanita Indian Reservation)
- Марикопа (индейская резервация) (англ. Maricopa (Ak Chin) Indian Reservation)
- Машантакет (англ. Mashantucket Pequot Indian Reservation and Off-Reservation Trust Land)
- Матч-е-бе-наш-ше-виш (англ.  Match-e-be-nash-she-wish Band of Pottawatomi Reservation and Off-Reservation Trust Land)
- Меномини (индейская резервация) (англ. Menominee Indian Reservation and Off-Reservation Trust Land)
- Меса-Гранде (индейская резервация) (англ. Mesa Grande Indian Reservation)
- Мескалеро (индейская резервация) (англ. Mescalero Indian Reservation)
- Мескуоки-Сеттлмент (англ. Sac and Fox/Meskwaki Settlement and Off-Reservation Trust Land)
- Миккосуки (индейская резервация) (англ. Miccosukee Indian Reservation)
- Миддлтаун (ранчерия) (англ. Middletown Rancheria)
- Мил-Лакс (индейская резервация) (англ. Mille Lacs Indian Reservation)
- Миссисипи-Чокто (англ. Mississippi Choctaw Indian Reservation and Off-Reservation Trust Land)
- Моапа-Ривер (англ. Moapa River Indian Reservation)
- Мохеган (индейская резервация) (англ. Mohegan Indian Reservation)
- Монтгомери-Крик (англ. Montgomery Creek Rancheria)
- Муртаун (англ. Mooretown Rancheria)
- Моронго (англ. Morongo Indian Reservation)
- Маклешут (англ. Muckleshoot Indian Reservation and Off-Reservation Trust Land)

### Н
| Содержание: Начало — 0–9 А Б В Г Д Е Ё Ж З И К Л М Н О П Р С Т У Ф Х Ц Ч Ш Щ Э Ю Я |

- Навахо-Нейшен (англ. Navajo Nation Indian Reservation)
- Намбе-Пуэбло (англ. Nambe Pueblo and Off-Reservation Trust Land)
- Наррагансетт (индейская резервация) (англ. Narragansett Indian Reservation)
- Нез-Перс (индейская резервация) (англ. Nez Perce Indian Reservation)
- Нискуалли (индейская резервация) (англ. Nisqually Indian Reservation)
- Нуксак (индейская резервация) (англ. Nooksack Indian Reservation and Off-Reservation Trust Land)
- Нортерн-Шайенн (англ. Northern Cheyenne Indian Reservation and Off-Reservation Trust Land)
- Норт-Форк (ранчерия) (англ. North Fork Rancheria)
- Нортуэстерн-Шошони (англ. Northwestern Shoshoni Indian Reservation)

### О
| Содержание: Начало — 0–9 А Б В Г Д Е Ё Ж З И К Л М Н О П Р С Т У Ф Х Ц Ч Ш Щ Э Ю Я |

- Оберн (ранчерия) (англ. Auburn Rancheria)
- Огастин (индейская резервация) (англ. Augustine Indian Reservation)
- Ойл-Спрингс (англ. Oil Springs Indian Reservation)
- Омаха (индейская резервация) (англ. Omaha Indian Reservation)
- Онайда (индейская резервация, Нью-Йорк) (англ. Oneida Indian Reservation, New York)
- Онайда (индейская резервация, Висконсин) (англ. Oneida Indian Reservation, Wisconsin and Off-Reservation Trust Land)
- Онондага (индейская резервация) (англ. Onondaga Indian Reservation)
- Онтонагон (индейская резервация) (англ. Ontonagon Indian Reservation)
- Осейдж (индейская резервация) (англ. Osage Indian Reservation)

### П
| Содержание: Начало — 0–9 А Б В Г Д Е Ё Ж З И К Л М Н О П Р С Т У Ф Х Ц Ч Ш Щ Э Ю Я |

- Пайют (индейская резервация) (англ. Paiute Indian Reservation)
- Пала (индейская резервация) (англ. Pala Indian Reservation)
- Паманки (индейская резервация) (англ. Pamunkey Indian Reservation)
- Паскуа (индейская резервация) (англ. Pascua Yaqui Indian Reservation)
- Паскента (англ. Paskenta Rancheria)
- Пассамакуоди (англ. Passamaquoddy Trust Land)
- Паума-энд-Юима (англ. Pauma and Yuima Indian Reservation)
- Печанга (англ. Pechanga Indian Reservation)
- Пенобскот (индейская резервация) (англ. Penobscot Indian Reservation and Off-Reservation Trust Land)
- Пикайюн (англ. Picayune Rancheria)
- Пикурис (англ. Picuris Pueblo)
- Пайн-Ридж (индейская резервация) (англ. Pine Ridge Indian Reservation and Off-Reservation Trust Land)
- Пайнолвилл (англ. Pinoleville Rancheria)
- Пит-Ривер (англ. Pit River Trust Land)
- Покагон (англ. Pokagon Reservation and Off-Reservation Trust Land)
- Порч-Крик (англ. Poarch Creek Indian Reservation and Off-Reservation Trust Land)
- Похоаке-Пуэбло (англ. Pojoaque Pueblo)
- Порт-Гамбл (англ. Port Gamble Indian Reservation)
- Понка (индейская резервация) (англ. Ponca Reservation)
- Порт-Мадисон (англ. Port Madison Indian Reservation)
- Прейри-Бэнд-Потаватоми (англ. Prairie Band Potawatomi Indian Reservation)
- Прейри-Айленд (англ. Prairie Island Indian Community and Off-Reservation Trust Land)
- Пьюаллап (англ. Puyallup Indian Reservation and Off-Reservation Trust Land)
- Пирамид-Лейк (англ. Pyramid Lake Indian Reservation)
- Плезант-Пойнт (англ. Passamaquoddy Pleasant Point Reservation)

### Р
| Содержание: Начало — 0–9 А Б В Г Д Е Ё Ж З И К Л М Н О П Р С Т У Ф Х Ц Ч Ш Щ Э Ю Я |

- Рамона-Виллидж (англ. Ramona Village Indian Reservation)
- Ред-Клифф (индейская резервация) (англ. Red Cliff Band of Lake Superior Chippewa)
- Реддинг (ранчерия) (англ. Redding Rancheria)
- Ред-Лейк (индейская резервация) (англ. Red Lake Indian Reservation)
- Редвуд-Валли (англ. Redwood Valley Rancheria)
- Рино-Спаркс (англ. Reno-Sparks Colony)
- Ресигини (англ. Resighini Rancheria)
- Ринкон (индейская резервация) (англ. Rincon Indian Reservation)
- Роуринг-Крик (англ. Roaring Creek Rancheria)
- Робинсон (ранчерия) (англ. Robinson Rancheria of Pomo Indians of California)
- Рокки-Бой (англ. Rocky Boy Indian Reservation)
- Ронервилл (ранчерия) (англ. Rohnerville Rancheria)
- Роузбад (индейская резервация) (англ. Rosebud Indian Reservation)
- Раунд-Валли (англ. Round Valley Indian Reservation)
- Рамси (ранчерия) (англ. Rumsey Rancheria)

### С
| Содержание: Начало — 0–9 А Б В Г Д Е Ё Ж З И К Л М Н О П Р С Т У Ф Х Ц Ч Ш Щ Э Ю Я |

- Сак-энд-Фокс (индейская резервация) (англ. Sac and Fox Indian Reservation and Off-Reservation Trust Land)
- Сент-Круа (индейская резервация) (англ. St. Croix Indian Reservation and Off-Reservation Trust Land)
- Сент-Реджис (англ. St. Regis Mohawk Indian Reservation)
- Солт-Ривер (индейская резервация) (англ. Salt River Indian Reservation)
- Сан-Карлос (индейская резервация) (англ. San Carlos Indian Reservation)
- Сандиа-Пуэбло (англ. Sandia Pueblo)
- Санди-Лейк (англ. Sandy Lake Indian Reservation)
- Сан-Фелипе-Пуэбло (англ. San Felipe Pueblo)
- Сан-Ильдефонсо-Пуэбло (англ. San Ildefonso Pueblo)
- Сан-Хуан-Пуэбло (англ. San Juan Pueblo)
- Сан-Мануэль (индейская резервация) (англ. San Manuel Indian Reservation)
- Сан-Паскуаль (индейская резервация) (англ. San Pasqual Indian Reservation)
- Санта-Ана-Пуэбло (англ. Santa Ana Pueblo)
- Санта-Клара-Пуэбло (англ. Santa Clara Pueblo)
- Санта-Роса (ранчерия) (англ. Santa Rosa Rancheria)
- Санта-Роса (индейская резервация) (англ. Santa Rosa Indian Reservation)
- Санта-Инес (индейская резервация) (англ. Santa Ynez Indian Reservation)
- Санта-Исабель (индейская резервация) (англ. Santa Ysabel Indian Reservation)
- Санти (индейская резервация) (англ. Santee Indian Reservation)
- Санто-Доминго-Пуэбло (англ. Santo Domingo Pueblo)
- Сок-Сиэтл (англ. Sauk-Suiattle Indian Reservation)
- Су-Сент-Мари (индейская резервация) (англ. Sault Ste. Marie Indian Reservation and Off-Reservation Trust Land)
- Семинол (индейская резервация) (англ. Seminole Trust Land)
- Силец (индейская резервация) (англ. Siletz Indian Reservation and Off-Reservation Trust Land)
- Скокомиш (англ. Skokomish Indian Reservation)
- Скалл-Валли (англ. Skull Valley Indian Reservation)
- Смит-Ривер (индейская резервация) (англ. Smith River Rancheria)
- Собоба (англ. Soboba Indian Reservation)
- Сокаогон (англ. Sokaogon Chippewa Community and Off-Reservation Trust Land)
- Саутерн-Ют (англ. Southern Ute Indian Reservation)
- Саут-Форк (индейская резервация) (англ. South Fork Indian Reservation and Off-Reservation Trust Land)
- Спирит-Лейк (англ. Spirit Lake Indian Reservation)
- Спокан (индейская резервация) (англ. Spokane Indian Reservation)
- Скуаксин-Айленд (индейская резервация) (англ. Squaxin Island Indian Reservation and Off-Reservation Trust Land)
- Стэндинг-Рок (англ. Standing Rock Indian Reservation)
- Стюарт-Коммьюнити (англ. Stewart Community)
- Стюартс-Пойнт (ранчерия) (англ. Stewarts Point Rancheria)
- Стиллагуамиш (англ. Stillaguamish Indian Reservation)
- Снокуалми (индейская резервация) (англ. Snoqualmie Reservation)
- Стокбридж-Манси (англ. Stockbridge-Munsee Community)
- Салфер-Банк (англ. Sulphur Bank Rancheria)
- Саммит-Лейк (индейская резервация) (англ. Summit Lake Indian Reservation)
- Сузанвилл (ранчерия) (англ. Susanville Rancheria)
- Суиномиш (англ. Swinomish Indian Reservation)
- Сикуан (англ. Sycuan Indian Reservation)
- Сидарвилл (ранчерия) (англ. Cedarville Rancheria)
- Селило (англ. Celilo Village)

### T
| Содержание: Начало — 0–9 А Б В Г Д Е Ё Ж З И К Л М Н О П Р С Т У Ф Х Ц Ч Ш Щ Э Ю Я |

- Тейбл-Блафф (англ. Table Bluff Indian Reservation and Off-Reservation Trust Land)
- Тейбл-Маунтин (англ. Table Mountain Rancheria)
- Тампа (индейская резервация) (англ. Tampa Indian Reservation)
- Таос-Пуэбло (индейская резервация) (англ. Taos Pueblo and Off-Reservation Trust Land)
- Тесуке-Пуэбло (англ. Tesuque Pueblo and Off-Reservation Trust Land)
- Тимби-Ша (англ. Timbi-Sha Shoshone Reservation)
- Тохоно-О’одам (англ. Tohono O'odham Nation Reservation and Off-Reservation Trust Land)
- Тонаванда (англ. Tonawanda Indian Reservation)
- Тонто (индейская резервация) (англ. Tonto Apache Indian Reservation)
- Торрес-Мартинес (англ. Torres-Martinez Indian Reservation)
- Тринидад (ранчерия) (англ. Trinidad Rancheria and Off-Reservation Trust Land)
- Тулейлип (англ. Tulalip Indian Reservation)
- Туле-Ривер (англ. Tule River Indian Reservation)
- Туника-Билокси (индейская резервация) (англ. Tunica-Biloxi Indian Reservation)
- Туолумне (ранчерия) (англ. Tuolumne Rancheria and Off-Reservation Trust Land)
- Тёртл-Маунтин (англ. Turtle Mountain Indian Reservation and Off-Reservation Trust Land)
- Тускарора (индейская резервация) (англ. Tuscarora Indian Reservation)
- Туэнти-Найн-Палмс (англ. Twenty-Nine Palms Indian Reservation)

### У
| Содержание: Начало — 0–9 А Б В Г Д Е Ё Ж З И К Л М Н О П Р С Т У Ф Х Ц Ч Ш Щ Э Ю Я |

- Уайт-Эрт (индейская резервация) (англ. White Earth Indian Reservation and Off-Reservation Trust Land)
- Уинд-Ривер (индейская резервация) (англ. Wind River Indian Reservation)
- Уиннебейго (индейская резервация) (англ. Winnebago Indian Reservation and Off-Reservation Trust Land)
- Уиннемакка (индейская колония) (англ. Winnemucca Colony)
- Уокер-Ривер (англ. Walker River Indian Reservation)
- Уорм-Спрингс (индейская резервация) (англ. Warm Springs Indian Reservation and Off-Reservation Trust Land)
- Уэлс (индейская колония) (англ. Wells Colony)

### Ф
| Содержание: Начало — 0–9 А Б В Г Д Е Ё Ж З И К Л М Н О П Р С Т У Ф Х Ц Ч Ш Щ Э Ю Я |

- Фаллон (индейская резервация) (англ. Fallon Paiute-Shoshone Reservation)
- Фаллон (индейская колония) (англ. Fallon Paiute-Shoshone Colony)
- Фландру (англ. Flandreau Indian Reservation)
- Флатхед (индейская резервация) (англ. Flathead Indian Reservation)
- Фон-дю-Лак (индейская резервация) (англ. Fond du Lac Indian Reservation and Off-Reservation Trust Land)
- Форест-Каунти (англ. Forest County Potawatomi Community and Off-Reservation Trust Land)
- Форт-Апачи (англ. Fort Apache Indian Reservation)
- Форт-Белнап (англ. Fort Belknap Indian Reservation and Off-Reservation Trust Land)
- Форт-Бертольд (англ. Fort Berthold Indian Reservation)
- Форт-Бидуэлл (англ. Fort Bidwell Indian Reservation)
- Форт-Холл (англ. Fort Hall Indian Reservation and Off-Reservation Trust Land)
- Форт-Индепенденс (англ. Fort Independence Indian Reservation)
- Форт-Макдермитт (англ. Fort McDermitt Indian Reservation)
- Форт-Макдауэлл (англ. Fort McDowell Indian Reservation)
- Форт-Мохаве (англ. Fort Mojave Indian Reservation and Off-Reservation Trust Land)
- Форт-Пек (англ. Fort Peck Indian Reservation and Off-Reservation Trust Land)
- Форт-Пирс (индейская резервация) (англ. Fort Pierce Indian Reservation)
- Форт-Юма (индейская резервация) (англ. Fort Yuma Indian Reservation)

### Х
| Содержание: Начало — 0–9 А Б В Г Д Е Ё Ж З И К Л М Н О П Р С Т У Ф Х Ц Ч Ш Щ Э Ю Я |

- Хила-Ривер (англ. Gila River Indian Reservation)
- Ханнавилл (англ. Hannahville Community and Off-Reservation Trust Land)
- Хавасупай (индейская резервация) (англ. Havasupai Indian Reservation)
- Хо-Чанк (англ. Ho-Chunk Indian Reservation and Off-Reservation Trust Land)
- Хох (индейская резервация) (англ. Hoh Indian Reservation)
- Холливуд (индейская резервация) (англ. Hollywood Indian Reservation)
- Хупа-Валли (англ. Hoopa Valley Indian Reservation)
- Хопи (индейская резервация) (англ. Hopi Indian Reservation and Off-Reservation Trust Land)
- Хопленд (англ. Hopland Rancheria and Off-Reservation Trust Land)
- Хоултон (индейская резервация) (англ. Houlton Maliseet Trust Land)
- Хамул (англ. Jamul Indian Village)
- Хемес-Пуэбло (англ. Jemez Pueblo)
- Хикарилья (индейская резервация) (англ. Jicarilla Apache Indian Reservation)
- Хуалапай (англ. Hualapai Indian Reservation and Off-Reservation Trust Land
- Хьюрон (индейская резервация) (англ. Huron Potawatomi Indian Reservation)

### Ч
| Содержание: Начало — 0–9 А Б В Г Д Е Ё Ж З И К Л М Н О П Р С Т У Ф Х Ц Ч Ш Щ Э Ю Я |

- Чемеуэви (индейская резервация) (англ. Chemehuevi Indian Reservation)
- Чикен-Ранч (англ. Chicken Ranch Rancheria)
- Читимача (индейская резервация) (англ. Chitimacha Indian Reservation)

### Ш
| Содержание: Начало — 0–9 А Б В Г Д Е Ё Ж З И К Л М Н О П Р С Т У Ф Х Ц Ч Ш Щ Э Ю Я |

- Шайенн-Ривер (англ. Cheyenne River Indian Reservation and Off-Reservation Trust Land)
- Шакопи (индейская резервация) (англ. Shakopee Mdewakanton Sioux Community and Off-Reservation Trust Land)
- Шехейлис (индейская резервация) (англ. Chehalis Indian Reservation)
- Шервуд-Валли (англ. Sherwood Valley Rancheria)
- Шингл-Спрингс (англ. Shingle Springs Rancheria)
- Шиннекок (англ. Shinnecock Indian Reservation)
- Шоулуотер-Бей (англ. Shoalwater Bay Indian Reservation and Off-Reservation Trust Land)

### Э
| Содержание: Начало — 0–9 А Б В Г Д Е Ё Ж З И К Л М Н О П Р С Т У Ф Х Ц Ч Ш Щ Э Ю Я |

- Эвииаапаайп  (англ. Ewiiaapaayp Reservation)
- Элко (индейская колония) (англ. Elko Colony)
- Элк-Валли (англ. Elk Valley Rancheria)
- Энтерпрайз (ранчерия) (англ. Enterprise Rancheria)

### Ю
- Юинта-энд-Юрей (англ. Uintah and Ouray Indian Reservation and Off-Reservation Trust Land)
- Юматилла (индейская резервация) (англ. Umatilla Indian Reservation)
- Юрок (индейская резервация) (англ. Yurok Indian Reservation)
- Ют-Маунтин (англ. Ute Mountain Indian Reservation and Off-Reservation Trust Land)

### Я
| Содержание: Начало — 0–9 А Б В Г Д Е Ё Ж З И К Л М Н О П Р С Т У Ф Х Ц Ч Ш Щ Э Ю Я |

- Явапай-Апачи (англ. Yavapai-Apache Nation Indian Reservation)
- Явапай-Прескотт (англ. Yavapai-Prescott Indian Reservation)
- Якама (индейская резервация) (англ. Yakama Indian Reservation and Off-Reservation Trust Land)
- Янктон (индейская резервация) (англ. Yankton Indian Reservation)

## Племенные статистические области Оклахомы
Племенная статистическая область Оклахомы (англ. Oklahoma Tribal Statistical Area, OTSA) — статистическая область в штате Оклахома, образованная для индейских племён, признанных на федеральном уровне, у которых ранее имелись резервации, упразднённые впоследствии. Чаще всего племенная статистическая область Оклахомы охватывает район прежней резервации. Племенные статистические области Оклахомы известны также как племенные подведомственные области.
- Кэддо (OTSA) (англ. Caddo-Wichita-Delaware OTSA)
- Чероки (OTSA) (англ. Cherokee OTSA)
- Шайенн-Арапахо (OTSA) (англ. Cheyenne-Arapaho OTSA)
- Чикасо (OTSA) (англ. Chickasaw OTSA)
- Чокто (OTSA) (англ. Choctaw OTSA)
- Потаватоми-Шауни (OTSA) (англ. Citizen Potawatomi Nation-Absentee Shawnee OTSA)
- Крик (OTSA) (англ. Creek OTSA)
- Истерн-Шауни (англ. Eastern Shawnee OTSA)
- Айова (OTSA) (англ. Iowa OTSA)
- Кау (OTSA) (англ. Kaw OTSA)
- Кикапу (OTSA) (англ. Kickapoo OTSA)
- Кайова-Команчи-Апачи-Форт-Силл-Апачи (англ. Kiowa-Comanche-Apache-Fort Sill Apache OTSA)
- Майами (OTSA) (англ. Miami OTSA)
- Модок (OTSA) (англ. Modoc OTSA)
- Ото-Миссури (OTSA) (англ. Otoe-Missouria OTSA)
- Оттава (OTSA) (англ. Ottawa OTSA)
- Пауни (OTSA) (англ. Pawnee OTSA)
- Пеория (OTSA) (англ. Peoria OTSA)
- Понка (OTSA) (англ. Ponca OTSA)
- Куапо (OTSA) (англ. Quapaw OTSA)
- Сок и Фокс (OTSA) (англ. Sac and Fox OTSA)
- Семинол (OTSA) (англ. Seminole OTSA)
- Сенека-Кайюга (OTSA) (англ. Seneca-Cayuga OTSA)
- Тонкава (OTSA) (англ. Tonkawa OTSA)
- Вайандот (OTSA) (англ. Wyandotte OTSA)

## Статистические области коренных жителей Аляски
| Содержание: Начало — 0–9 А Б В Г Д Е Ё Ж З И К Л М Н О П Р С Т У Ф Х Ц Ч Ш Щ Э Ю Я |

На территории Аляски ранее было много разрозненных небольших резерваций; однако, все они, кроме одной (Цимшианская резервация на острове Анетт), были отменены с принятием в 1971 году с принятием Закона об урегулировании претензий коренных жителей Аляски.

| - Ахиок, Аляска (англ. Akhiok) - Акиачак, Аляска (англ. Akiachak) - Акиак, Аляска (англ. Akiak) - Акутан, Аляска (англ. Akutan) - Алаканук, Аляска (англ. Alakanuk) - Алатна, Аляска (англ. Alatna) - Алекнагик, Аляска (англ. Aleknagik) - Алгаакиг, Аляска (англ. Algaacig) - Аллакакет, Аляска (англ. Allakaket) - Амблер, Аляска (англ. Ambler) - Анактувук-Пасс, Аляска (англ. Anaktuvuk Pass) - Андреафскай, Аляска (англ. Andreafsky) - Ангун, Аляска (англ. Angoon) - Аниак, Аляска (англ. Aniak) - Анвик, Аляска (англ. Anvik) - Арктик-виллидж, Аляска (англ. Arctic Village) - Атка, Аляска (англ. Atka) - Атмаутлуак, Аляска (англ. Atmautluak) - Аткасук, Аляска (англ. Atqasuk) - Барроу, Аляска (англ. Barrow) - Бивер, Аляска (англ. Beaver) - Белкофски, Аляска (англ. Belkofski) - Бетел, Аляска (англ. Bethel) - Билл-Мурс, Аляска (англ. Bill Moore's) - Бирч-Крик, Аляска (англ. Birch Creek) - Бревиг-Мисшн, Аляска (англ. Brevig Mission) - Бакленд, Аляска (англ. Buckland) - Кантвелл, Аляска (англ. Cantwell) - Чалкитсик, Аляска (англ. Chalkyitsik) - Чефорнак, Аляска (англ. Chefornak) - Ченега, Аляска (англ. Chenega) - Чевак, Аляска (англ. Chevak) - Чикалун, Аляска (англ. Chickaloon) - Чигник, Аляска (англ. Chignik) - Чигник-Лагун, Аляска (англ. Chignik Lagoon) - Чигник-Лейк, Аляска (англ. Chignik Lake) - Чилкат, Аляска (англ. Chilkat) - Чилкут, Аляска (англ. Chilkoot) - Чисточина, Аляска (англ. Chistochina) - Читина, Аляска (англ. Chitina) - Чуатбалук, Аляска (англ. Chuathbaluk) - Чуллунавик, Аляска (англ. Chulloonawick) - Сёркл, Аляска (англ. Circle) - Кларкс-Пойнт, Аляска (англ. Clark's Point) - Коппер-Сентер, Аляска (англ. Copper Center) - Кансл, Аляска (англ. Council) - Крейг, Аляска (англ. Craig) - Крукед-Крик, Аляска (англ. Crooked Creek) - Диринг, Аляска (англ. Deering) - Диллингхем, Аляска (англ. Dillingham) - Дот-Лейк, Аляска (англ. Dot Lake) - Дуглас, Аляска (англ. Douglass) - Игл, Аляска (англ. Eagle) - Ик, Аляска (англ. Eek) - Егегик, Аляска (англ. Egegik) - Эклунта, Аляска (англ. Eklutna) - Экук, Аляска (англ. Ekuk) | - Эквок, Аляска (англ. Ekwok) - Экмонак, Аляска (англ. Emmonak) - Эвансвилл, Аляска (англ. Evansville) - Эяк, Аляска (англ. Eyak) - Фолс-Пасс, Аляска (англ. False Pass) - Форт-Юкон, Аляска (англ. Fort Yukon) - Гакона, Аляска (англ. Gakona) - Галена, Аляска (англ. Galena) - Гэмбелл, Аляска (англ. Gambell) - Джорджтаун, Аляска (англ. Georgetown) - Головин, Аляска (англ. Golovin) - Гудньюс-Бей, Аляска (англ. Goodnews Bay) - Грейлинг, Аляска (англ. Grayling) - Гулкна, Аляска (англ. Gulkana) - Гамильтон, Аляска (англ. Hamilton) - Хили-Лейк, Аляска (англ. Healy Lake) - Холи-Кросс, Аляска (англ. Holy Cross) - Хунах, Аляска (англ. Hoonah) - Хупер-Бей, Аляска (англ. Hooper Bay) - Хугес, Аляска (англ. Hughes) - Хаслия, Аляска (англ. Huslia) - Хайдабург, Аляска (англ. Hydaburg) - Игюгиг, Аляска (англ. Igiugig) - Илямна, Аляска (англ. Iliamna) - Иналик, Аляска (англ. Inalik) - Иваноф-Бей, Аляска (англ. Ivanof Bay) - Кейк, Аляска (англ. Kake) - Кактовик, Аляска (англ. Kaktovik) - Калскаг, Аляска (англ. Kalskag) - Калтаг, Аляска (англ. Kaltag) - Карлук, Аляска (англ. Karluk) - Касаан, Аляска (англ. Kasaan) - Касиглук, Аляска (англ. Kasigluk) - Кенайтце, Аляска (англ. Kenaitze) - Киана, Аляска (англ. Kiana) - Кинг-Коув, Аляска (англ. King Cove) - Кипнук, Аляска (англ. Kipnuk) - Кивалина, Аляска (англ. Kivalina) - Клавок, Аляска (англ. Klawock) - Кник, Аляска (англ. Knik) - Кобук, Аляска (англ. Kobuk) - Коханок, Аляска (англ. Kokhanok) - Конгиганак, Аляска (англ. Kongiganak) - Котлик, Аляска (англ. Kotlik) - Коцебу, Аляска (англ. Kotzebue) - Коюк, Аляска (англ. Koyuk) - Коюкук, Аляска (англ. Koyukuk) - Кветлук, Аляска (англ. Kwethluk) - Квигиллингок, Аляска (англ. Kwigillingok) - Квинхагак, Аляска (англ. Kwinhagak) - Ларсен-Бей, Аляска (англ. Larsen Bay) - Левелок, Аляска (англ. Levelock) - Лайм-Виллидж, Аляска (англ. Lime Village) - Лоуэр-Калскаг, Аляска (англ. Lower Kalskag) - Макграт, Аляска (англ. McGrath) | - Манли Хот-Спрингс, Аляска (англ. Manley Hot Springs) - Манокотак, Аляска (англ. Manokotak) - Маршалл, Аляска (англ. Marshall) - Мэрис-Иглу, Аляска (англ. Mary's Igloo) - Мекорюк, Аляска (англ. Mekoryuk) - Ментаста-Лейк, Аляска (англ. Mentasta Lake) - Минто, Аляска (англ. Minto) - Маунтин-Виллидж, Аляска (англ. Mountain Village) - Накнек, Аляска (англ. Naknek) - Нанвалек, Аляска (англ. Nanwalek) - Напаймуте, Аляска (англ. Napaimute) - Напакяк, Аляска (англ. Napakiak) - Напаскяк, Аляска (англ. Napaskiak) - Нельсон Лагун, Аляска (англ. Nelson Lagoon) - Ненана, Аляска (англ. Nenana) - Ньюхален, Аляска (англ. Newhalen) - Нью-Колиганек, Аляска (англ. New Koliganek) - Нью-Стуйахок, Аляска (англ. New Stuyahok) - Нбюток, Аляска (англ. Newtok) - Найтмьют, Аляска (англ. Nightmute) - Николай, Аляска (англ. Nikolai) - Никольский, Аляска (англ. Nikolski) - Нинилчик, Аляска (англ. Ninilchik) - Ноатак, Аляска (англ. Noatak) - Нондальтон, Аляска (англ. Nondalton) - Нурвик, Аляска (англ. Noorvik) - Нортвей, Аляска (англ. Northway) - Нуиксут, Аляска (англ. Nuiqsut) - Нулато, Аляска (англ. Nulato) - Нунам Икуа, Аляска (англ. Nunam Iqua) - Нунапитчук, Аляска (англ. Nunapitchuk) - Охогамиут, Аляска (англ. Ohogamiut) - Олд-Харбор (Аляска) (англ. Old Harbor) - Оскарвилл, Аляска (англ. Oscarville) - Оуцинки, Аляска (англ. Ouzinkie) - Паймют, Аляска (англ. Paimiut) - Педро Бей, Аляска (англ. Pedro Bay) - Перривилл, Аляска (англ. Perryville) - Пилот Пойнт, Аляска (англ. Pilot Point) - Пилот Стейшн, Аляска (англ. Pilot Station) - Питкас Пойнт, Аляска (англ. Pitkas Point) - Платинум, Аляска (англ. Platinum, Аляска) - Пойнт Хоуп, Аляска (англ. Point Hope, Аляска) - Пойнт Лей, Аляска (англ. Point Lay, Аляска) - Портидж Крик, Аляска (англ. Portage Creek, Аляска) - Порт Грэхем, Аляска (англ. Port Graham, Аляска) - Порт Хейден, Аляска (англ. Port Heiden, Аляска) - Порт Лайонс, Аляска (англ. Port Lions, Аляска) | - Рампарт, Аляска (англ. Rampart, Аляска) - Ред Девил, Аляска (англ. Red Devil, Аляска) - Руби, Аляска (англ. Ruby, Аляска) - Рашн Мишн, Аляска (англ. Russian Mission, Аляска) - Сент Джордж, Аляска (англ. St. George, Аляска) - Сент Майкл, Аляска (англ. St. Michael, Аляска) - Сент Пол, Аляска (англ. St. Paul, Аляска) - Саламатов, Аляска (англ. Salamatof, Аляска) - Сэнд Пойнт, Аляска (англ. Sand Point, Аляска) - Савунга, Аляска (англ. Savoonga, Аляска) - Саксман, Аляска (англ. Saxman, Аляска) - Скаммон Бей, Аляска (англ. Scammon Bay, Аляска) - Селавик, Аляска (англ. Selawik, Аляска) - Селдавия, Аляска (англ. Seldovia, Аляска) - Шаделук, Аляска (англ. Shageluk, Аляска) - Шактулик, Аляска (англ. Shaktoolik, Аляска) - Шишмарев, Аляска (англ. Shishmaref, Аляска) - Шунгнак, Аляска (англ. Shungnak, Аляска) - Слитмут, Аляска (англ. Sleetmute, Аляска) - Соломон, Аляска (англ. Solomon, Аляска) - Соут Накнек, Аляска (англ. South Naknek, Аляска) - Стеббинс, Аляска (англ. Stebbins, Аляска) - Стивенс Вилидж, Аляска (англ. Stevens Village, Аляска) - Стони Ривер, Аляска (англ. Stony River, Аляска) - Такотна, Аляска (англ. Takotna, Аляска) - Танакросс, Аляска (англ. Tanacross, Аляска) - Танана, Аляска (англ. Tanana, Аляска) - Татитлек, Аляска (англ. Tatitlek, Аляска) - Тацлина, Аляска (англ. Tazlina, Аляска) - Телида, Аляска (англ. Telida, Аляска) - Теллер, Аляска (англ. Teller, Аляска) - Тогяк, Аляска (англ. Togiak, Аляска) - Токсук Бей, Аляска (англ. Toksook Bay, Аляска) - Тулуксак, Аляска (англ. Tuluksak, Аляска) - Тунтутуляк, Аляска (англ. Tuntutuliak, Аляска) - Тунунак, Аляска (англ. Tununak, Аляска) - Твин Хиллс, Аляска (англ. Twin Hills, Аляска) - Тионек, Аляска (англ. Tyonek, Аляска) - Угашик, Аляска (англ. Ugashik, Аляска) - Уналаклит, Аляска (англ. Unalakleet, Аляска) - Уналяска, Аляска (англ. Unalaska) - Уайнрайт, Аляска (англ. Wainwright, Аляска) - Уэльс, Аляска (англ. Wales, Аляска) - Уайт Маунтин, Аляска (англ. White Mountain, Аляска) - Якутат, Аляска (англ. Yakutat, Аляска) |

### Региональные корпорации коренных жителей Аляски
Законом об урегулировании претензий коренных жителей Аляски, принятым в 1971 г., были учреждены тринадцать Региональных корпораций коренных жителей Аляски, которые обладают правами местного самоуправления, кроме одной из них, известной как Тринадцатая региональная корпорация. Двенадцать корпораций, управляющих территориями, это:

| - Атна (региональная корпорация) (англ. Ahtna Regional Corporation) - Алеут (региональная корпорация) (англ. Aleut Regional Corporation) - Арктик Слоуп (англ. Arctic Slope Regional Corporation) - Беринг Стрейтс (англ. Bering Straits Regional Corporation) - Бристол Бей (англ. Bristol Bay Regional Corporation) - Калиста (англ. Calista Regional Corporation) | - Чугач (региональная корпорация) (англ. Chugach Regional Corporation) - Кук Инлет (англ. Cook Inlet Regional Corporation) - Дойон (англ. Doyon Regional Corporation) - Коняг (англ. Koniag Regional Corporation) - НАНА (региональная корпорация) (англ. NANA Regional Corporation) - Сиаляска (англ. SeАляска Regional Corporation) |

## Организованные племенные статистические области
Организованная племенная статистическая область (англ. Tribal Desiginated Statistical Area) — это статистическая область, образованная для индейских племён, признанных на федеральном уровне, но не имеющих собственных резерваций.
- Арустук (TDSA) (англ. Aroostook Band of Micmac TDSA)
- Кайюга (TDSA) (англ. Cayuga Nation TDSA)
- Айоун (англ. Ione Band of Miwok TDSA)
- Джена (TDSA) (англ. Jena Band of Choctaw TDSA)
- Канатак (англ. Kanatak TDSA)
- Мечупда (англ. Mechoopda TDSA)
- Покагон (англ. Pokagon Band of Potawatomi TDSA)
- Сэмиш (англ. Samish TDSA)
- Тетлин (англ. Tetlin TDSA)

## Резервации, признанные на уровне штатов
Резервации признанные на уровне штатов (англ. State Designated American Indian Reservation) — это резервации индейских племён, официально не признанных на федеральном уровне.
- Чаубунагунгамауг (индейская резервация) (англ. Chaubunagungamaug Reservation)
- Голден-Хилл (англ. Golden Hill Indian Reservation)
- Хассанамесит (англ. Hassanamesit Indian Reservation))
- Маттапони (индейская резервация) (англ. Mattaponi Indian Reservation)
- Чокто (MOWA) (англ. MOWA Choctaw Indian Reservation)
- Покатак (индейская резервация) (англ. Paucatuck Eastern Pequot Indian Reservation)
- Пуспатак (англ. Poospatuck Indian Reservation)
- Ранкокус (англ. Rankokus Indian Reservation)
- Скатикок (индейская резервация) (англ. Schaghticoke Indian Reservation)
- Тама (индейская резервация) (англ. Tama Indian Reservation)

## Статистические области индейцев, признанные на уровне штатов
Статистические области индейцев признанные на уровне штатов (англ. State Designated American Indian Statistical Areas) — это статистические области, образованные для индейских племён, официально не признанных на федеральном уровне и не имеющих собственных резерваций.
- Адаи-Кэддо (англ. Adais Caddo SDAISA)
- Апачи-Чокто (англ. Apache Choctaw SDAISA)
- Чероки-Саутист-Алабама (англ. Cherokees of Southeast Alabama SDAISA)
- Чероки-Нортист-Алабама (англ. Cherokee Tribe of Northeast Alabama SDAISA)
- Чикахомини (англ. Chickahominy SDAISA)
- Клифтон (SDAISA) (англ. Clifton Choctaw SDAISA)
- Кохари (SDAISA) (англ. Coharie SDAISA)
- Истерн-Чикахомини (англ. Eastern Chickahominy SDAISA)
- Эчота-Чероки (англ. Echota Cherokee SDAISA)
- Фор-Уиндс-Чероки (англ. Four Winds Cherokee SDAISA)
- Халива-Сапони (англ. Haliwa-Saponi SDAISA)
- Сапони (SDAISA) (англ. Indians of Person County SDAISA)
- Ламби (англ. Lumbee SDAISA)
- Мачис-Лоуэр-Крик (англ. Machis Lower Creek SDAISA)
- Нантикок (англ. Nanticoke Indian Tribe SDAISA)
- Нантикок-Ленни-Ленапе (англ. Nanticoke Lenni Lenape SDAISA)
- Рамапо (англ. Ramapough SDAISA)
- Стар-Маскоги-Крик (англ. Star Musckogee Creek SDAISA)
- Хоума (SDAISA) (англ. United Houma Nation SDAISA)
- Ваккамо (англ. Waccamaw Siouan SDAISA)